# Охременко, Сергей Фёдорович
Сергей Федорович Охременко (1860 — 6 декабря 1926, Ялта) — русский и советский винодел, основатель российской школы виноделия.

## Биография

Герб рода Охременко

Родился в 1860 году в дворянской семье, из рода Охременко (польск. Ochrymenko). Получил домашнее образование. В 1880 году окончил Уманское училище садоводства и сельского хозяйства 17 сентября 1880 года был зачислен практикантом в Никитский ботанический сад, где он стажировался до 21 августа 1882 года под руководством винодела А. П. Сербуленко. После окончания практики в 1883 году проходил военную службу, а затем возвратился и стал помощником А. П. Сербуленко. В 1883—1890 годах работал виноделом в Гурзуфе (Крым), стажировался по виноделию в Франции, Германии, Австрии . С 1890 года главный винодел виноградарско-винодельческого исследовательского и учебно-показательного хозяйства «Магарач».
Впервые в практике российского виноделия разработал приемы спиртования вин, технологию выработки высококачественных южнобережных десертных и крепких вин. Одновременно вел педагогическую деятельность на высших курсах по виноделию при Никитском ботаническом саду, подготовил более 300 специалистов-виноделов. Автор оригинального десертного вина из винограда сорта Мускат чёрный, участвовал и в совершенствовании технологии Муската белого Магарач.
В книге Н. М. и Н. А. Гурьяновых «Памятники Ялты» сказано:
«Основоположником науки о вине стал первый химик-винодел, основатель энохимической лаборатории „Магарача“ Александр Егорович Саломон. Он вместе с Сергеем Федоровичем Охременко — главным виноделом „Магарача“, преподавателем училища и высших курсов виноделия — создал технологию десертных вин методом спиртования».
За десертные вина Охременко был удостоен высоких наград:
- Всемирной выставки в Париже (1900)
- Международной выставки в Турине (1911)
- Всесоюзной сельскохозяйственной выставки в Москве (1925).

Скончался в Ялте 6 декабря 1926 года. Похоронен на Старом кладбище посёлка Никита.

## Семья
- Сын — Николай Сергеевич Охременко (5 декабря 1895, Ялта — 9 апреля 1979, Ялта) — советский винодел, кандидат сельскохозяйственных наук (1947).